# Хукер, Стив
Сти́вен (Стив) Ху́кер (англ. Steven «Steve» Hooker; род. 16 июля 1982, Мельбурн) — австралийский прыгун с шестом, олимпийский чемпион 2008 года в с олимпийским рекордом (5,96 м), чемпион мира 2009 года, чемпион мира в помещениях 2010 года. Перед этим последним олимпийским чемпионом по лёгкой атлетике среди мужчин от Австралии в течение 40 лет был Ральф Даубелл, первенствовавший на Играх 1968 года в Мехико на 800-метровой дистанции. 
7 февраля 2009 года прыгнул в помещении на высоту в 6,06 метра, что сделало его вторым прыгуном в истории по личному рекорду в помещении, так как он выше только у мирового рекордсмена Сергея Бубки (6,15 метра). Позднее результат Хукера также превзошли Рено Лавиллени и Арман Дюплантис. В 2006 году первенствовал на Играх Содружества в Мельбурне, в 2008 году стал бронзовым призёром чемпионата мира в помещении. На Кубке мира 2006 года выиграл соревнования в своём виде, но сборная Океании в итоге оказалась предпоследней.
Стив тренировался и достиг наивысших результатов под руководством Александра Парнова.
Завершил карьеру в апреле 2014 года.

## Семья
Стив родом из легкоатлетической семьи: его мать Эрика Хукер была прыгуньей в длину, а отец Билл — бегуном на средние дистанции (400 и 800 метров). В сентябре 2012 года Хукер женился на российской бегунье Екатерине Костецкой. Следующим летом у них родился сын.